# (8633) Keisukenagao
(8633) Keisukenagao est un astéroïde de la ceinture principale.

## Description
(8633) Keisukenagao est un astéroïde de la ceinture principale. Il fut découvert le 16 mars 1981 à Siding Spring par Schelte J. Bus. Il présente une orbite caractérisée par un demi-grand axe de 3,14 UA, une excentricité de 0,17 et une inclinaison de 8,9° par rapport à l'écliptique.

## Compléments